# Emo Agostini
Emo Agostini (Isola di Fano, 24 dicembre 1893 – battaglia di Cheren, 17 marzo 1941) è stato un militare italiano, insignito della medaglia d'oro al valor militare alla memoria nel corso della seconda guerra mondiale.

## Biografia
Nacque a Isola di Fano (Fossombrone), provincia di Pesaro, il 24 dicembre 1893, figlio di Agostino e Santa Sassi.
All'età di diciotto anni si arruolò volontario nel Regio Esercito in forza al nel 94º Reggimento fanteria "Messina", partecipando alle operazioni di guerra in Tripolitania dal giugno al novembre 1912. Ritornato in Patria per malattia, e promosso sergente, fu posto in congedo. Richiamato in servizio attivo nell'aprile 1915, nel giugno successivo arrivò in zona di operazioni con il 31º Reggimento fanteria della Brigata Siena passando poi, con la nomina a sottotenente di complemento al 118º Reggimento fanteria della Brigata Padova nel quale assunse il comando di una sezione mitraglieri. Promosso tenente nell'agosto 1916 e capitano esattamente due anni dopo, dopo la fine della grande guerra fu collocato in congedo nel settembre 1919. Nel 1936, stabilitosi in Africa Orientale Italiana (A.O.I.), fu assunto nella forza in congedo del Regio Corpo Truppe Coloniali d'Eritrea lavorando come funzionario presso una banca. Dopo l'entrata in guerra del Regno d'Italia, l'11 giugno 1940 fu richiamato in servizio attivo per mobilitazione, destinato col grado di maggiore al CV Battaglione coloniale. Cadde in combattimento il 17 marzo 1941, nel corso della battaglia di Cheren, e fu insignito della medaglia d'oro al valor militare alla memoria. La scuola di Isola di Fano è intitolata a lui.

### Fonti
1. 1 2 3 4 5 6 7  Combattenti Liberazione.
2. 1 2 3  Gruppo Medaglie d'Oro al Valor Militare 1965, p. 603.
3. ↑   Medaglia d'oro al valor militare Agostini, Emo, su quirinale.it, Quirinale. URL consultato l'11 luglio 2021.